# Randa Kassis
Randa Kassis (in arabo رندة قسيس‎?; Damasco, 8 ottobre 1970) è una politica siriana naturalizzata francese, è una figura laica leader dell'opposizione siriana.
È la presidente della piattaforma politica di Astana dell'opposizione siriana e fondatrice del Movimento della Società Pluralista.
È stata membro del Consiglio nazionale siriano fino all'agosto 2012.
Randa Kassis è l'ex presidente della Coalizione dei siriani laici e democratici e membro del Consiglio nazionale siriano.
La coalizione di siriani laici e democratici, il nucleo di un'opposizione siriana laica e democratica, è stata creata dall'unione di una dozzina di partiti musulmani, cristiani, arabi e curdi, che hanno invitato le minoranze in Siria a sostenere la lotta contro il governo di Bashar al-Assad.
Kassis è anche un antropologo e giornalista. Ha anche pubblicato un libro intitolato "Cripte degli dei", che è un libro sulle religioni, le loro origini e le loro modalità di funzionamento.
Dall'inizio della guerra civile siriana, il 15 marzo 2011, è diventata un commentatore principale del conflitto siriano e delle più vaste complessità della primavera araba e del futuro della regione mediorientale.
Randa Kassis ha partecipato ai colloqui di pace di Ginevra del 2016 sotto la bandiera dei gruppi di Mosca / Astana. È co-presidente con Qadri Jamil della delegazione laica e democratica dell'opposizione siriana.
Viene criticata da altri membri dell'opposizione per il suo sostegno a una transizione politica in cooperazione con Bashar al-Assad e il suo sostegno all'intervento russo nella guerra civile.

## Biografia
Suo padre, un professore di psicologia presso la Facoltà di Damasco, essendo stato costretto all'esilio a causa della sua opposizione al regime, Randa Kassis si unisce ad Algeri 1979.
È un'antropologa e una giornalista siriana in esilio a Parigi. Ha anche pubblicato nel 2013 un libro, Cripte degli dei, un'analisi antropologica della morale religiosa.
Dall'inizio delle rivolte arabe e dopo lo scoppio della guerra civile siriana, Randa Kassis interviene regolarmente.
Era un membro del Consiglio nazionale siriano da dicembre 2011 fino alla sua espulsione nel mese di agosto 2012 a seguito dichiarazioni profetiche che criticano l'ascesa degli islamisti e jihadisti nel siriano.
Ha fondato e presiede il Movimento pluraliste, società dal 2012 (che comprende laici, cristiani, curdi, alawiti, sunniti, etniche, religiose e ideologiche minoranze).
Randa Kassis ha avviato la piattaforma di Astana nel 2015, che riunisce gli avversari due volte siriani in Astana, dopo la sua richiesta per formare una piattaforma in grado di portare gli avversari realistico al Presidente del Kazakistan.
Il primo round della Astana piattaforma è stata moderata dal kazako dell'ambasciatore Amreyev Baghdad e la sessione di apertura è stata presieduta dal kazako Ministro degli Affari Esteri Erlan Idrissov. Il secondo turno è stato moderato dal marito Fabien Baussart, presidente del Centro per gli affari politici e esteri (CPFA).
Randa Kassis ha partecipato ai colloqui di Ginevra nel 2016 come presidente della piattaforma Astana. È co-presidente con Kadri Jamil della delegazione laica e democratica dell'opposizione siriana.